# Гринкраут
Гринкраут (њем. Grünkraut) општина је у њемачкој савезној држави Баден-Виртемберг. Једно је од 39 општинских средишта округа Равенсбург. Према процјени из 2010. у општини је живјело 3.001 становника. Посједује регионалну шифру (AGS) 8436039.

## Географски и демографски подаци
Гринкраут се налази у савезној држави Баден-Виртемберг у округу Равенсбург. Општина се налази на надморској висини од 601 метра. Површина општине износи 17,2 km². У самом мјесту је, према процјени из 2010. године, живјело 3.001 становника. Просјечна густина становништва износи 175 становника/km².